# Уве Телкамп
Уве Телкамп (на немски: Uwe Tellkamp) е германски белетрист, автор на романи.

## Биография
Уве Телкамп израства като син на лекар в дрезденската вилна зона „Белият елен“. Завършва гимназия и за да си осигури следването по медицина, се задължава да служи три години като подофицер в Националната народна армия на ГДР.
Дълго преди падането на берлинската стена Телкамп става неблагонадежден заради извършване на „политическа диверсия“ – притежава текстове от западни автори и книги от поета Волф Бирман. Въпреки това до октомври 1989 г. Телкамп остава на военна служба като командир на танк.
Тъй като неговото подделение трябва да настъпи срещу вероятни опозиционни групи, сред които Телкамп допуска, че се намира брат му, той отказва да изпълни заповедта. Пратен е в затвора за две седмици, след което е уволнен от армията.
Започва работа като помощник-багерист при добиването на кафяви каменни въглища, а после като санитар в интензивно отделение в Дрезден.
След края на ГДР Телкамп се дипломира по медицина в Лайпцигския университет, в Ню Йорк и в Дрезден. Работи като лекар в хирургическа клиника в Мюнхен, но през 2004 г. напуска професията си, за да се отдаде изцяло на писателска дейност.
Първият сатиричен текст на Уве Телкамп е публикуван през 1987 г., още по времето на ГДР, в списание Ойленшпигел.
Първата му публична изява като писател става в Дрезден през 1992 г.
Уве Телкамп е женен, има син и дъщеря. Живее с редуване в Мюнхен, Карлсруе и Фрайбург. От 2009 г. пастоянното му местожителство е отново в „Белият елен“ в Дрезден.

## Награди и отличия
- 2002: 2. Förderpreis zum Lyrikpreis Meran
- 2002: Sächsisches Stipendium für Literatur
- 2003: Förderpreis zum Christine-Lavant-Lyrikpreis
- 2004: Dresdner Lyrikpreis
- 2004: „Награда Ингеборг Бахман“
- 2008: „Награда Уве Йонзон“
- 2008: „Немска награда за книга“
- 2009: „Литературна награда на Фондация „Конрад Аденауер““
- 2009: „Национална награда на Германия“
- 2017: „Културна награда на немските масони“